# William Chervy
William Chervy (3 de junho de 1937 - 12 de fevereiro de 2021) foi um político francês. Ele era membro do Partido Socialista e serviu como Prefeito de Saint-Vaury, Conselheiro Geral do Cantão de Saint-Vaury e Senador por Creuse.